# Karin Lönegren
Karin Gerda Maria Lönegren, född 22 juni 1871 i Sankt Olai församling i Norrköping, död 20 februari 1963 i Stockholm, var en svensk pianist, musikpedagog och tonsättare.
Karin Lönegren var dotter till Gustaf Lönegren och hans maka, Sofia Wilhelmina Carolina (född Bodman).
Lönegren utbildade sig i Stockholm samt för professor Franz Neruda i Köpenhamn. Under många år var hon en framstående pianopedagog med bland andra prinsessorna Astrid och Ingrid som elever. Hon var också komponist samt publicerade arrangemang av folkvisor.

## Musikverk

### Piano
- Fyra lyriskt stycken.[7]

1. Barcaroll
2. Andante
3. Berceuse
4. Gavott

- Tre fantasistycken.[8]

1. Allegretto con moto
2. Allegretto
3. Allegro appassionato

### Violin och piano
- Berceuse.[9]

### Sång och piano
- Sånger vid piano.[10][11]

1. Stämning "Stilla du älskade kvinna". Text av Jens Peter Jacobsen.
2. En dröm är livet "Det är skrivet en dröm livet". Text av Karl Alfred Melin.

- Glänsande, vita snö. Text av Anna Preinitz. Utgiven i Vita bandets sångbok.[12]

- Svenska folkvisor. 60 visor arrangerade för sång och piano.[13]

- Tankar, er makt är så stor.... Text av Herman Sätherberg.[14]

- Hur var det väl. Text av Astrid Gullstrand.[15]